# Elecciones municipales de Perú de 1993
Las elecciones municipales de Perú de 1993 se llevaron a cabo el viernes 29 de enero de 1993 en todo el Perú para elegir a los alcaldes provinciales y distritales para el período 1993-1995. Fueron convocadas por Alberto Fujimori Fujimori. La fecha de los comicios fue pospuesta debido al autogolpe de Fujimori en abril de 1992 y las elecciones constituyentes en noviembre de ese mismo año. Son las únicas elecciones municipales que se realizaron un día que no fuera domingo.
El fujimorismo representado por la alianza Cambio 90 - Nueva Mayoría, que ganó las elecciones constituyentes con un amplio margen, fue incapaz de articular candidaturas a nivel nacional debido a una serie de conflictos internos. Apenas logró presentar candidatos en seis provincias y, de manera intempestiva, su candidatura en Lima fue retirada poco más de una semana antes del día de la elección. Además, el desinterés del Ejecutivo por los comicios permitió una cierta autonomía del sistema electoral, aunque el régimen continuaba a tomar el control poco a poco, siendo los inicios de la injerencia de la dictadura fujimorista en la organización electoral.
Los representantes del sistema partidario dominante en la década de 1980 (Acción Popular, el Partido Popular Cristiano, el Partido Aprista Peruano e Izquierda Unida) mantenían todavía una organización a nivel nacional que les permitió presentar candidatos a lo largo del territorio de la República. Sin embargo, su influencia se fue diluyendo frente a la inmensa cantidad de movimientos independientes que surgieron en todo el país. Este fenómeno, que ya había comenzado en las elecciones de 1989, se consolidó en estos comicios, con una presencia sin precedentes de listas independientes. Solo en Lima se presentaron inicialmente 800 listas, aunque finalmente compitieron 38, el mayor número en la historia.
A pesar de las capturas de Abimael Guzmán y Víctor Polay Campos meses antes, líderes de Sendero Luminoso y el Movimiento Revolucionario Tupac Amaru respectivamente, estos grupos desataron una ola de atentados y asesinatos selectivos de candidatos municipales, además de convocar un paro armado para el día de las elecciones. Aunque la violencia no alcanzó los niveles de los comicios de 1989, un total de cuatro alcaldes y dieciséis candidatos a alcalde fueron asesinados durante la campaña municipal. Estos actos de terror tuvieron un impacto significativo en el clima electoral y la participación ciudadana.
El día de la jornada electoral se caracterizó por un caos administrativo gestionado por el Jurado Nacional de Elecciones, incluyendo problemas de movilidad, falta de distribución y errores en el material electoral, así como la ausencia de un gran número de miembros de mesa. Un ejemplo notable fue la presencia del símbolo del Movimiento Obras del independiente Ricardo Belmont en las boletas de votación distritales en Lima, lo que llevó a su organización a obtener la victoria en distritos donde no había presentado candidatos. Esta confusión subraya la ineficacia del sistema electoral y la presencia de un gobierno que no actuaba con neutralidad.
Los resultados confirmaron el ascenso de los movimientos independientes y el fracaso de los partidos políticos nacionales. Acción Popular resultó ser el partido más votado y con mayor número de concejos provinciales, aunque con el peor resultado de su historia en votos hasta ese momento. El Partido Aprista Peruano empeoró sus ya bajos resultados de la elección anterior y fue igualado en número de alcaldías provinciales por Izquierda Unida. El fujimorismo solo pudo ganar en Tacna. Los independientes lograron el control de 65 concejos provinciales, incluyendo Lima gracias a la reelección de Belmont, su mayor número hasta ese momento.
Este escenario electoral no solo evidenció el debilitamiento de los partidos tradicionales, sino que también marcó el inicio de una nueva era dominada por los movimientos independientes en el ámbito subnacional, reflejando un cambio profundo en el panorama político peruano. Esta tendencia, que ya se había manifestado en 1989, se consolidó firmemente, presagiando el declive del sistema de partidos tradicionales. Además, este periodo estuvo marcado por la cada vez mayor intervención del gobierno de Fujimori en el sistema electoral, un preludio de la consolidación de su régimen autoritario y el control sobre las instituciones democráticas.

## Partidos y líderes
A continuación se muestra una lista de los principales partidos y alianzas electorales que participaron en las elecciones:
|  | AP       | Lista - Acción Popular (AP) |  | Fernando Belaúnde Terry   | Humanismo Nacionalismo cívico Reformismo                   | 31.61% | 56    |
|  | Libertad | Lista - Movimiento Libertad (Libertad) |  | Mario Vargas Llosa        | Liberalismo clásico Democracia liberal Republicanismo      | 31.61% | 0     |
|  | PPC      | Lista - Partido Popular Cristiano (PPC) |  | Luis Bedoya Reyes         | Democracia cristiana Conservadurismo Liberalismo económico | 31.61% | 15    |
|  | APRA     | Lista - Partido Aprista Peruano (APRA) |  | Alan García Pérez         | Aprismo                                                    | 19.74% | 24    |
|  | IU       | Lista - Izquierda Unida (IU) – Unión de Izquierda Revolucionaria (UNIR) – Partido Comunista Peruano (PCP) – Frente Obrero Campesino Estudiantil y Popular (FOCEP) |  | Alfonso Barrantes Lingán  | Marxismo-leninismo Mariateguismo Socialismo democrático    | 17.86% | 44    |
|  | FNTC     | Lista - Frente Nacional de Trabajadores y Campesinos (FNTC) |  | Roger Cáceres Velásquez   | Nacionalismo de izquierda Tahuantinsuyismo                 | —      | 5     |
|  | MDI      | Lista - Movimiento Democrático de Izquierda (MDI) |  | Henry Pease García        | Socialismo democrático                                     | Nuevo  | Nuevo |
|  | FIM      | Lista - Frente Independiente Moralizador (FIM) |  | Fernando Olivera Vega     | Reformismo                                                 | Nuevo  | Nuevo |
|  | Frepap   | Lista - Frente Popular Agrícola del Perú (Frepap) |  | Ezequiel Ataucusi Gamonal | Sincretismo Israelismo Agrarismo                           | Nuevo  | Nuevo |
|  | NM - C90 | Lista - Alianza Nueva Mayoría - Cambio 90 (NM–C90) – Nueva Mayoría (NM) – Cambio 90 (C90)                                                                         |  | Alberto Fujimori Fujimori | Fujimorismo                                                | Nuevo  | Nuevo |

## Resultados

### Resultados por provincia
La siguiente tabla enumera el control de las provincias donde se ubican las capitales de cada departamento, así como en aquellas con una población por encima o alrededor de 56.000. El cambio de mando de una organización política se resalta del color de ese partido.
| Provincia         | Población | Alcalde(sa) titular                                              | Partido político                                                 | Partido político                                                 | Alcalde(sa) electo(a)       | Partido político | Partido político                 |
| ----------------- | --------- | ---------------------------------------------------------------- | ---------------------------------------------------------------- | ---------------------------------------------------------------- | --------------------------- | ---------------- | -------------------------------- |
| Lima              | 5 878 120 | Ricardo Belmont Cassinelli                                       |                                                                  | Lista Independiente N° 3                                         | Ricardo Belmont Cassinelli  |                  | Movimiento OBRAS                 |
| Arequipa          | 703 369   | Luis Cáceres Velásquez                                           |                                                                  | Frente Nacional de Trabajadores                                  | Sebastián Ramírez Alfaro    |                  | Frente de Unidad Vecinal         |
| Callao            | 659 790   | Kurt Woll Muller                                                 |                                                                  | Frente Democrático                                               | Kurt Woll Muller            |                  | Partido Popular Cristiano        |
| Chiclayo          | 659 204   | Arturo Castillo Chirinos                                         |                                                                  | Frente Democrático                                               | Arturo Castillo Chirinos    |                  | Acción Popular                   |
| Trujillo          | 613 125   | José Murgia Zannier                                              |                                                                  | Partido Aprista Peruano                                          | José Murgia Zannier         |                  | Partido Aprista Peruano          |
| Piura             | 518 088   | Frank Mc Lauchlan García                                         |                                                                  | Frente Democrático                                               | José Aguilar Santisteban    |                  | Partido Aprista Peruano          |
| Maynas            | 420 301   | Silfo Alván del Castillo                                         |                                                                  | Frente Democrático                                               | Joaquín Abensur Araujo      |                  | Acción Popular                   |
| Huancayo          | 411 335   | Pedro Morales Mansilla                                           |                                                                  | Frente Democrático                                               | Pedro Morales Mansilla      |                  | Acción Popular                   |
| Santa             | 354 373   | Alberto Alfaro Beltrán                                           |                                                                  | Partido Aprista Peruano                                          | Oswaldo Pérez Gamboa        |                  | Partido Aprista Peruano          |
| Cusco             | 282 674   | Daniel Estrada Pérez                                             |                                                                  | Izquierda Unida                                                  | Daniel Estrada Pérez        |                  | Frente Unido                     |
| Coronel Portillo  | 265 774   | Alfonso Torres Fernández                                         |                                                                  | Frente Democrático                                               | Melita Ruiz de Padilla      |                  | Acción Popular                   |
| Ica               | 254 988   | Marco Arbulu Gavilano                                            |                                                                  | Partido Aprista Peruano                                          | Rosa Zárate Sánchez         |                  | Partido Aprista Peruano          |
| Sullana           | 240 339   | Amadeo Samaniego Samaniego                                       |                                                                  | Frente Democrático                                               | José Burgos Ramos           |                  | Organización Populares           |
| Cajamarca         | 240 011   | Francisco Arroyo Cobián                                          |                                                                  | Partido Aprista Peruano                                          | Luis Guerrero Figueroa      |                  | Lista Independiente N° 3         |
| Huánuco           | 233 022   | Arnulfo Mendoza Tarazona                                         |                                                                  | Frente Democrático                                               | Luzmila Templo Condeso      |                  | Independiente Unidos             |
| Lambayeque        | 220 697   | José Venegas Sussoni                                             |                                                                  | Partido Aprista Peruano                                          | Ricardo Velezmoro Ruiz      |                  | Acción Popular                   |
| Puno              | 207 810   | Juan Sotomayor Pérez                                             |                                                                  | Izquierda Unida                                                  | Juan Sotomayor Pérez        |                  | Trabajo y Desarrollo             |
| Tacna             | 197 019   | Tito Chocano Olivera                                             |                                                                  | Unión Independiente de Tacna                                     | Tito Chocano Olivera        |                  | Nueva Mayoría - Cambio 90        |
| Jaén              | 177 127   | Régulo Oblitas Guevara                                           |                                                                  | Acción Popular                                                   | Segundo Ahumada Torres      |                  | Acción Popular                   |
| San Román         | 175 504   | Vidal Chávez Lipa                                                |                                                                  | Frente Nacional de Trabajadores                                  | Cliver Sanabria Serna       |                  | Frente Popular Agrícola del Perú |
| Chota             | 171 831   | Carlos Sánchez Arrascue                                          |                                                                  | Lista Independiente N° 3                                         | Carlos Sánchez Arrascue     |                  | Lista Independiente N° 3         |
| Huamanga          | 171 769   | Jorge García Prado                                               |                                                                  | Acción Popular                                                   | Walter Ascarza Olivares     |                  | Lista Independiente N° 19        |
| Morropón          | 169 792   | César Chiroque Mondragón                                         |                                                                  | Izquierda Unida                                                  | Eulogio Palacios Márquez    |                  | Partido Aprista Peruano          |
| Huaura            | 167 314   | Miguel Díaz La Rosa                                              |                                                                  | Frente Democrático                                               | Carlos Meza Velásquez       |                  | Partido Aprista Peruano          |
| La Convención     | 166 784   | Jorge Altamirano Andrade                                         |                                                                  | Acción Popular                                                   | Isauro Jordán Castillo      |                  | Izquierda Unida                  |
| Cañete            | 157 790   | Carlos Sertzen Seminario                                         |                                                                  | Frente Democrático                                               | Jorge Brignole Santolalla   |                  | Acción Popular                   |
| Chincha           | 154 698   | Francisco Peñaloza Munayco                                       |                                                                  | Partido Popular Cristiano                                        | José Navarro Grau           |                  | Unión Popular Chinchana          |
| Cutervo           | 149 761   | Sergio Fernández Silva                                           |                                                                  | Acción Popular                                                   | Eduardo Gálvez Quispe       |                  | Acción Popular                   |
| Azángaro          | 143 956   | Teófilo Mayta Quispe                                             |                                                                  | Izquierda Unida                                                  | Serapio Quispe Solórzano    |                  | Izquierda Unida                  |
| Pasco             | 139 376   | Gregorio Cornelio Mauricio                                       |                                                                  | Frente Democrático                                               | Celso Curi Santiago         |                  | Lista Independiente N° 15        |
| Ayabaca           | 136 904   | Teófilo Flores Huamán                                            |                                                                  | Izquierda Unida                                                  | Teófilo Flores Huamán       |                  | Izquierda Unida                  |
| Andahuaylas       | 134 686   | José Medina Espinoza                                             |                                                                  | Izquierda Unida                                                  | Camilo Abuhadba Abedrabo    |                  | Acción Popular                   |
| Huaral            | 131 599   | Melchor Cárdenas Vásquez                                         |                                                                  | Lista Independiente N° 3                                         | Melchor Cárdenas Vásquez    |                  | Frente Popular Independiente     |
| Alto Amazonas     | 129 001   | Aquiles Ramírez Escudero                                         |                                                                  | Acción Popular                                                   | Leonardo Inga Vásquez       |                  | Acción Popular                   |
| Talara            | 127 185   | Rodolfo Sánchez Torres                                           |                                                                  | Partido Socialista del Perú                                      | Rodolfo Sánchez Torres      |                  | Partido Socialista del Perú      |
| Huaraz            | 126 577   | Pablo Romero Henostroza                                          |                                                                  | Frente Democrático                                               | Pablo Romero Henostroza     |                  | Frente Cívico Ancashino          |
| San Martín        | 124 872   | Víctor Coral Pérez                                               |                                                                  | Acción Popular                                                   | Víctor Coral Pérez          |                  | Acción Popular                   |
| Chanchamayo       | 123 515   | Carlos Cordero Ayala                                             |                                                                  | Frente Democrático                                               | Mario La Rosa Sanz          |                  | Lista Independiente N° 21        |
| Tarma             | 121 944   | Estela Barrientos Mango                                          |                                                                  | Izquierda Unida                                                  | Teobaldo Samaniego Hurtado  |                  | Independiente Integración        |
| Huancabamba       | 121 442   | Carlos La Torre Melendres                                        |                                                                  | Acción Popular                                                   | Jorge Ramirez Ocaña         |                  | Acción Popular                   |
| Tumbes            | 119 878   | Gino Moretti Otoya                                               |                                                                  | Frente Democrático                                               | Ricardo Flores Dioses       |                  | Reconstrucción                   |
| San Ignacio       | 118 581   | Fausto Solano Gonzáles                                           |                                                                  | Acción Popular                                                   | Raúl Aguirre Camacho        |                  | Izquierda Unida                  |
| Barranca          | 118 277   | Dora Alvarado de la Torre                                        |                                                                  | Frente Democrático                                               | Paulino León Soto           |                  | Izquierda Unida                  |
| Ascope            | 114 629   | Mario Velarde Carrión                                            |                                                                  | Partido Aprista Peruano                                          | Gladys Cáceres de Novoa     |                  | Partido Aprista Peruano          |
| Satipo            | 113 512   | Nemesio Mejía del Castillo                                       |                                                                  | Frente Democrático                                               | Alejandro Norbeti Castro    |                  | Nueva Selva Central              |
| Huancavelica      | 112 935   | Glicerio Ramírez Luna                                            |                                                                  | Izquierda Unida                                                  | Emma Vargas de Benavides    |                  | Partido Popular Cristiano        |
| Tayacaja          | 111 302   | Humberto Pacheco Cabas                                           |                                                                  | Frente Democrático                                               | Esmo Cortegana Salazar      |                  | Izquierda Unida                  |
| Jauja             | 111 173   | Luis Balvín Martínez                                             |                                                                  | Frente Nacional de Trabajadores                                  | Luis Balvín Martínez        |                  | Frente Nacional de Trabajadores  |
| Sánchez Carrión   | 109 558   | Juan Marquina Alfaro                                             |                                                                  | Partido Aprista Peruano                                          | Nelson Vasallo Peña         |                  | Frente Nacional de Trabajadores  |
| Pisco             | 108 442   | Juan Díaz Buleje                                                 |                                                                  | Frente Democrático                                               | Edgar Núñez Román           |                  | Partido Aprista Peruano          |
| Utcubamba         | 107 712   | Milecio Vallejos Bravo                                           |                                                                  | Frente Democrático                                               | Milecio Vallejos Bravo      |                  | Acción Popular                   |
| Leoncio Prado     | 102 647   | Julio Casado Pérez                                               |                                                                  | Partido Aprista Peruano                                          | Ramón Julca Roldán          |                  | Lista Independiente N° 3         |
| Canchis           | 99 839    | Mario Velásquez Roque                                            |                                                                  | Izquierda Unida                                                  | Mario Velásquez Roque       |                  | Frente Unido de Izquierda        |
| Abancay           | 99 410    | Favio Pozo Zárate                                                |                                                                  | Izquierda Unida                                                  | Luis Barra Pacheco          |                  | Lista Independiente N° 5         |
| Chucuito          | 95 174    | Zacarías Cárdenas Zapana                                         |                                                                  | Acción Popular                                                   | Zacarías Cárdenas Zapana    |                  | Acción Popular                   |
| Ferreñafe         | 87 557    | Ciro Salazar Montaño                                             |                                                                  | Partido Aprista Peruano                                          | Agustín Mozo Rivas          |                  | Acción Popular                   |
| Celendín          | 86 408    | Adolfo Aliaga Apaestegui                                         |                                                                  | Acción Popular                                                   | Adolfo Aliaga Apaestegui    |                  | Acción Popular                   |
| Otuzco            | 85 795    | Diógenes Juárez Campos                                           |                                                                  | Partido Aprista Peruano                                          | Diógenes Juárez Campos      |                  | Partido Aprista Peruano          |
| Huancané          | 85 260    | Hugo Magnatte Zegarra                                            |                                                                  | Izquierda Unida                                                  | Francisco Aracayo Valencia  |                  | Frente Nacional de Trabajadores  |
| Pacasmayo         | 81 018    | Virgilio Purizaga Aznarán                                        |                                                                  | Partido Aprista Peruano                                          | Onteré Giura Ahumada        |                  | Frente Independiente             |
| Quispicanchi      | 79 751    | Beltrán Curasi Barreda                                           |                                                                  | Izquierda Unida                                                  | Luis Gonzales Flores        |                  | Izquierda Unida                  |
| El Collao         | 79 680    | Creación de la provincia (Ley N° 25361, 21 de diciembre de 1991) | Creación de la provincia (Ley N° 25361, 21 de diciembre de 1991) | Creación de la provincia (Ley N° 25361, 21 de diciembre de 1991) | Gregorio Ticona Gómez       |                  | Izquierda Unida                  |
| Hualgayoc         | 78 916    | Esteban Campos Benavides                                         |                                                                  | Frente Democrático                                               | Esteban Campos Benavides    |                  | Lista Independiente Nº 5         |
| Paita             | 78 699    | Rodolfo Guidimo Ugaz                                             |                                                                  | Frente Democrático                                               | Alejandro Torres Vega       |                  | Acción Popular                   |
| Bagua             | 75 916    | Santos Quiroz Alcántara                                          |                                                                  | Frente Democrático                                               | Juan Izquierdo Montalván    |                  | Partido Aprista Peruano          |
| Tocache           | 75 301    | Freddy Aliaga Cárdenas                                           |                                                                  | Lista Independiente N° 5                                         | Freddy Aliaga Cárdenas      |                  | Tocache en Acción                |
| Melgar            | 74 875    | Fidel Agramonte Ugarte                                           |                                                                  | Izquierda Unida                                                  | Edgar Roca Huayta           |                  | Frente Independiente Moralizador |
| Rioja             | 73 986    | Aurora Torrejón de Chincha                                       |                                                                  | Frente Democrático                                               | Victor Haya Mori            |                  | Partido Aprista Peruano          |
| Moyobamba         | 73 773    | César Arévalo Seijas                                             |                                                                  | Frente Democrático                                               | Antonio Simons Vela         |                  | Lista Independiente Nº 3         |
| La Mar            | 73 693    | Serapio Pérez Arce                                               |                                                                  | Unión Cívica Independiente                                       | Alfredo Aivar Infanson      |                  | Unión Cívica Independiente       |
| Chumbivilcas      | 73 303    | Eusebio Villena Castro                                           |                                                                  | Izquierda Unida                                                  | Walter Silva Guevara        |                  | Izquierda Unida                  |
| Cajabamba         | 72 666    | Milner Monzón Ávila                                              |                                                                  | Partido Aprista Peruano                                          | Jorge Rosell Castillo       |                  | Partido Aprista Peruano          |
| Lamas             | 71 010    | Abner Gonzales Romero                                            |                                                                  | Partido Aprista Peruano                                          | Dilfrido Soria Díaz         |                  | Acción Popular                   |
| Huanta            | 68 416    | Julio Rey Sánchez                                                |                                                                  | Partido Aprista Peruano                                          | Humberto Sánchez Carrasco   |                  | Partido Aprista Peruano          |
| Yauli             | 68 285    | Teodoro Cárdenas Casachagua                                      |                                                                  | Izquierda Unida                                                  | Teodoro Cárdenas Casachagua |                  | Izquierda Unida                  |
| Concepción        | 68 235    | Delfor Castañeda Romaní                                          |                                                                  | Frente Democrático                                               | Teodomiro Román Rodriguez   |                  | Lista Independiente N° 41        |
| Oxapampa          | 67 608    | Alejandro Páucar Rodríguez                                       |                                                                  | Frente Democrático                                               | Roger Chalco Denegri        |                  | Lista Independiente N° 19        |
| Huari             | 66 690    | Héctor Flores Leiva                                              |                                                                  | Izquierda Unida                                                  | Héctor Flores Leiva         |                  | Izquierda Unida                  |
| Pataz             | 65 481    | Gonzalo Goicochea Arellano                                       |                                                                  | Partido Aprista Peruano                                          | Leoncio Lecca Iriarte       |                  | Nueva Mayoría - Cambio 90        |
| San Miguel        | 64 254    | Tirso Linares Pérez                                              |                                                                  | Izquierda Unida                                                  | Tirso Linares Pérez         |                  | Izquierda Unida                  |
| Chepén            | 60 588    | Walter Quesquén Terrones                                         |                                                                  | Partido Aprista Peruano                                          | Cristian Díaz Prado         |                  | De la Mano con el Pueblo         |
| Huarochirí        | 60 482    | Alcides Lozano Rodríguez                                         |                                                                  | Izquierda Unida                                                  | Alcides Lozano Rodríguez    |                  | Izquierda Unida                  |
| Huamalíes         | 60 356    | José Chávez Oliva                                                |                                                                  | Acción Popular                                                   | Manuel Céspedes Martel      |                  | Acción Popular                   |
| Anta              | 59 596    | Fernando Ocros Leyva                                             |                                                                  | Izquierda Unida                                                  | Esteban Puma Ataulluco      |                  | Lista Independiente N° 3         |
| Espinar           | 59 572    | Mario Corahua Salcedo                                            |                                                                  | Izquierda Unida                                                  | Manuel Infantas Capatinta   |                  | Frente Nacional de Trabajadores  |
| Mariscal Nieto    | 59 393    | Hugo Quispe Mamani                                               |                                                                  | Frente Nacional de Trabajadores                                  | Hugo Quispe Mamani          |                  | Frente Nacional de Trabajadores  |
| Calca             | 59 241    | Goyo Núñez del Prado Venero                                      |                                                                  | Partido Aprista Peruano                                          | Jorge Hinojosa Canal        |                  | Acción Popular                   |
| Ambo              | 59 065    | Alfonso Ortiz Ynfante                                            |                                                                  | Frente Democrático                                               | Augusto Morales Chepe       |                  | Lista Independiente N° 11        |
| Lucanas           | 58 730    | Agustín Ccoyllo López                                            |                                                                  | Izquierda Unida                                                  | Walter Dumet Rivera         |                  | Independiente Lucanas            |
| Santiago de Chuco | 57 873    | Francisco Mariños Reyna                                          |                                                                  | Partido Aprista Peruano                                          | Luis Flores Navarro         |                  | Partido Aprista Peruano          |
| Nazca             | 56 060    | Manuel Elías Valle                                               |                                                                  | Frente Democrático                                               | Haydeé Torres Zegarra       |                  | Acción Popular                   |
| Loreto            | 55 236    | Víctor Reátegui Vásquez                                          |                                                                  | Acción Popular                                                   | Otoniel Vela Pinedo         |                  | Partido Popular Cristiano        |
| Requena           | 54 950    | Armando Mafaldo Ríos                                             |                                                                  | Izquierda Unida                                                  | Wagner Macedo Rodríguez     |                  | Acción Popular                   |
| Ucayali           | 53 197    | Rafael Fernández Arévalo                                         |                                                                  | Partido Aprista Peruano                                          | Rafael Ramos Ruiz           |                  | Acción Popular                   |
| Ilo               | 52 952    | Ernesto Herrera Becerra                                          |                                                                  | Izquierda Unida                                                  | Ernesto Herrera Becerra     |                  | Unión por la Democracia          |
| Huaylas           | 52 828    | Fidel Villegas Acosta                                            |                                                                  | Frente Democrático                                               | Fidel Villegas Acosta       |                  | Acción Popular                   |
| Yungay            | 52 337    | Mireya León Vergara                                              |                                                                  | Frente Democrático                                               | Mauro Dueñas Alegre         |                  | Acción Popular                   |
| Islay             | 52 142    | Pastor Céspedes Rodríguez                                        |                                                                  | Izquierda Unida                                                  | Pastor Céspedes Rodríguez   |                  | Profesionales Unidos             |
| Tambopata         | 48 926    | Raúl Ramos Montero                                               |                                                                  | Izquierda Unida                                                  | Juan Aguirre Pérez          |                  | Partido Aprista Peruano          |
| Chachapoyas       | 47 104    | Napoleón Mendoza Jiménez                                         |                                                                  | Frente Democrático                                               | Francisco Ramos Santillán   |                  | Lista Independiente Cambio 93    |